# Rasmus Bartholin

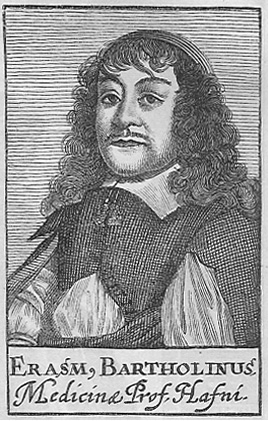
Rasmus Bartholin

Rasmus Bartholin (latinizat: Erasmus Bartholinus; n. 13 august 1625 la Roskilde – d. 4 noiembrie 1698 la Copenhaga) a fost un om de știință danez care a adus contribuții în special în domeniul fizicii.
Fratele său, Thomas Bartholin, a fost un cunoscut medic și matematician.
În anul 1669, a descoperit dubla refracție în cristalele spatului de Islanda.
A încercat să dea o explicație detaliată a acestui fenomen, dar, deoarece pe atunci nu se cunoștea natura fizică a luminii, nu a reușit să se facă înțeles.
Acest lucru a devenit posibil abia la începutul secolului al XIX-lea, când Thomas Young formulează teoria ondulatorie a luminii.

## Scrieri
- Francisci van Schooten Principia Matheseos universae (Principiile matematicii universale ale lui Francisc van Schooten) (Leyden, 1651)
- De aequationum constructione et limitatibus, care reprezintă editarea lucrărilor lui Florimond de Beaune sub acest titlu.